# Witsnavelbuffelwever
De witsnavelbuffelwever (Bubalornis albirostris) is een zangvogel uit de familie wevers en verwanten (Ploceidae) die voorkomt in Sub-Saharisch Afrika.

## Kenmerken
De witsnavelbuffelwever is 23 tot 24 cm lang, het is een wevervogel van fors formaat. Het verenkleed is donker gekleurd, met wat lichte plekken op de zijkant en de keel. De snavel is kegelvormig en in de broedtijd (juli november) is de snavel van het mannetje groter en kalkachtig wit gekleurd, daarbuiten zwart. Vrouwtjes lijken op mannetjes buiten de broedtijd.

## Leefwijze
Deze vogels zijn te vinden in de nabijheid van kuddes buffels en andere runderen, waar ze zich voeden met door de kudde opgejaagde insecten. Ze broeden in slordig uitziende gemeenschapsnesten, waarin iedere vogel een eigen plekje bewoont. De vogels zijn bij deze kolonies zeer luidruchtig; broedkolonies zijn op grote afstand hoorbaar.

## Verspreiding en leefgebied
Deze soort komt voor in de gordel van steppen en savannen tussen de Sahara en de evenaar in Afrika.

## Status
De witsnavelbuffelwever heeft een groot verspreidingsgebied en daardoor is de kans op de status kwetsbaar (voor uitsterven) uiterst gering. De grootte van de populatie is niet gekwantificeerd. Zeer waarschijnlijk blijft de populatie stabiel in aantal. Om deze redenen staat deze soort wevervogel als niet bedreigd op de Rode Lijst van de IUCN.